# 刘志海
刘志海（1950年11月13日—2002年4月30日），江苏东台人，中华人民共和国政治人物、外交官。

## 生平
1971年，进入北京外国语学院亚非系学习阿拉伯语。1974年，公派埃及开罗大学进修阿拉伯语。1976年，回国赴外交部北郊干校劳动。1977年，外派驻伊拉克大使馆任职。1983年，回到外交部西亚北非司工作。1986年，赴外交学院进修英语。1988年，外派驻叙利亚大使馆任职。1992年，回到外交部西亚北非司工作。1997年6月，出任中华人民共和国驻巴勒斯坦民族权力机构办事处主任。1999年7月，自驻巴勒斯坦办事处主任离任，回到外交部西亚北非司工作。2002年4月30日，在北京病逝。

## 家庭
已婚，妻子是外交官岳瑞萍。